# Natalie Powell
Natalie Powell (Builth Wells, 16 de octubre de 1990) es una deportista británica que compite en judo. Es públicamente lesbiana.
Ganó una medalla de bronce en el Campeonato Mundial de Judo de 2017 y tres medallas de bronce en el Campeonato Europeo de Judo entre los años 2016 y 2018.

## Palmarés internacional
| Campeonato Mundial | Campeonato Mundial | Campeonato Mundial | Campeonato Mundial |
| Año                | Lugar              | Medalla            | Categoría          |
| ------------------ | ------------------ | ------------------ | ------------------ |
| 2017               | Budapest (Hungría) | Medalla de bronce  | –78 kg             |
| Campeonato Europeo |                    |                    |                    |
| Año                | Lugar              | Medalla            | Categoría          |
| 2016               | Kazán (Rusia)      | Medalla de bronce  | –78 kg             |
| 2017               | Varsovia (Polonia) | Medalla de bronce  | –78 kg             |
| 2018               | Tel Aviv (Israel)  | Medalla de bronce  | –78 kg             |